# Malcolm Crook
Malcolm Crook, né en 1948, est un professeur émérite britannique d'histoire de France, à l'université de Keele et rédacteur en chef de la revue French History.
Il est également administrateur de l'Historical Association et de la Société pour l'étude de l'histoire de France.